# Ulrich von Starhemberg
Ulrich von Starhemberg (* vor 1462; † 21. Juni 1486 in Linz) aus der Familie der Starhemberger war im 15. Jahrhundert kurzzeitig Hauptmann des Landes ob der Enns.
Ulrich von Starhemberg war der erstgeborene Sohn von Ulrich dem Älteren von Starhemberg und dessen Gattin Dorothea von Hohenberg. 1462 ergriff er Partei gegen Kaiser Friedrich, als dieser in Wien belagert wurde. In der Folge wurde er zuerst Hauptmann des Mühlviertels und danach 1485 Landeshauptmann ob der Enns. 1486 starb er in Linz und wurde im Stift Sankt Florian begraben.
Sein Bruder Gotthard von Starhemberg war ebenfalls Landeshauptmann.